# Antonio de Arteche y Villabaso
Antonio de Arteche y Villabaso (Bilbao, Vizcaya, 8 de enero de 1880 — Ídem, 26 de enero de 1962), primer marqués de Buniel, fue un abogado y político español.
Fue diputado a Cortes, por Burgos, entre 1905 y 1918 (liberal), y entre 1920 y 1923 (izquierda liberal), ostentando la secretaría y la vicepresidencia de la cámara.
El rey Alfonso XIII le concedió el título de marqués de Buniel, el 18 de marzo de 1916.
Casó en 1904 con Gertrudis Ortiz de la Riva y Arana, quienes tuvieron a Juan Cruz de Arteche y Ortiz de la Riva (n.1909), segundo marqués de Buniel, casado con María del Rosario Pidal Fernández-Hontoria.
Antonio de Arteche era hermano de Julio Francisco Domingo de Arteche y Villabaso (1878-1960), diputado a Cortes en 1923, Presidente vitalicio de Banco de Bilbao (1942-1960), primer conde de Arteche (18 de julio de 1950), caballero gran cruz de la Orden de Isabel la Católica.